# Dicranostyles guianensis
Dicranostyles guianensis är en vindeväxtart som beskrevs av Mennega. Dicranostyles guianensis ingår i släktet Dicranostyles och familjen vindeväxter. Inga underarter finns listade i Catalogue of Life.